# Rive (Alegre)
Rive é um distrito do município de Alegre, no Espírito Santo.

## História
O distrito foi criado pela Lei Estadual n.º 803 de 07/03/1931 com o nome de Reeve. Pela Lei Estadual n.º 15.177 de 31/12/1943 o distrito passou a denominar-se Rive.

## Geografia

### População
Pelo Censo 2010 (IBGE) a população total do distrito era de 3 383 habitantes, e a população urbana era de 1 504 habitantes.